# Pruský zemský sněm

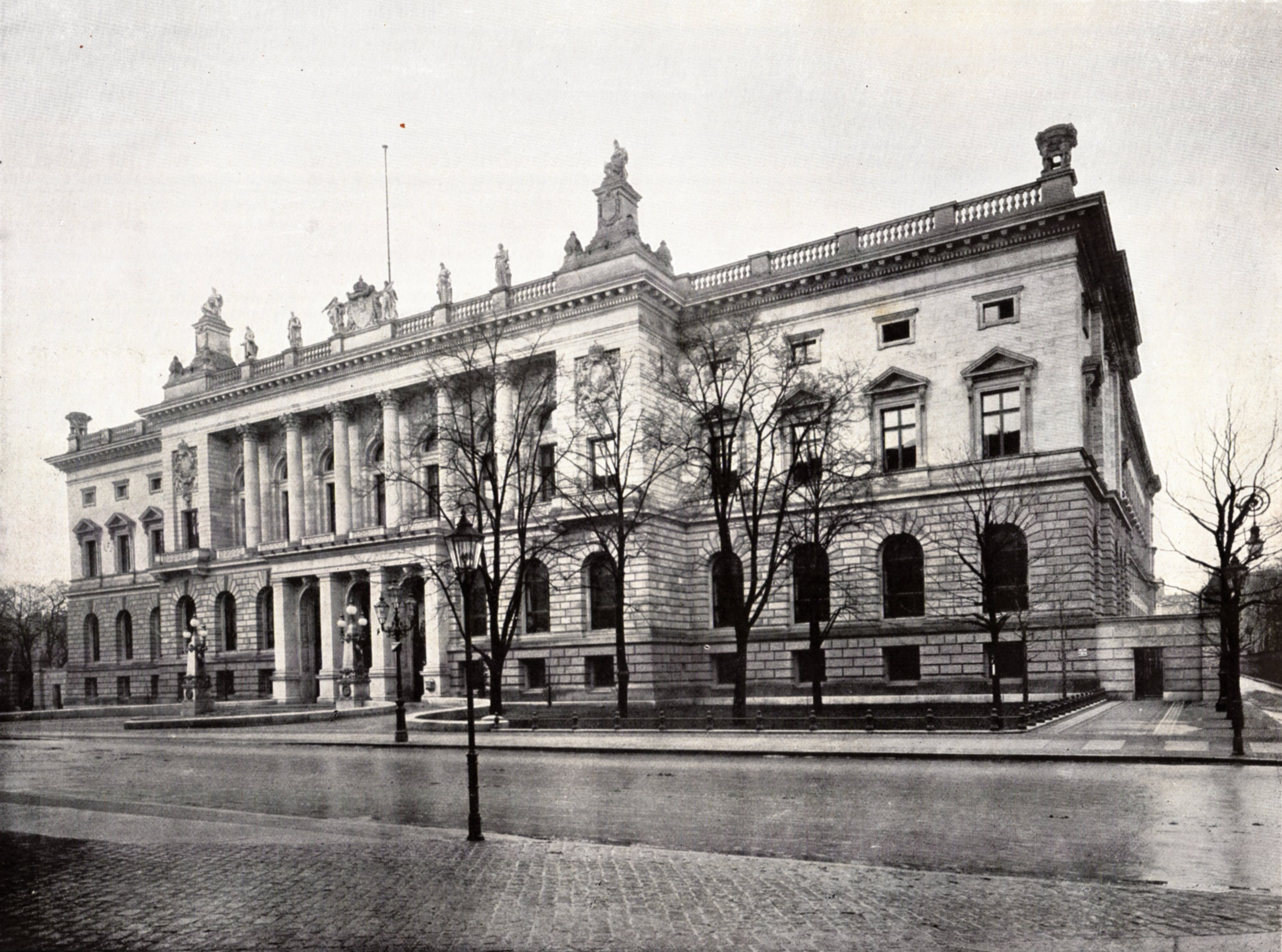
budova Dolní komory, kolem roku 1900

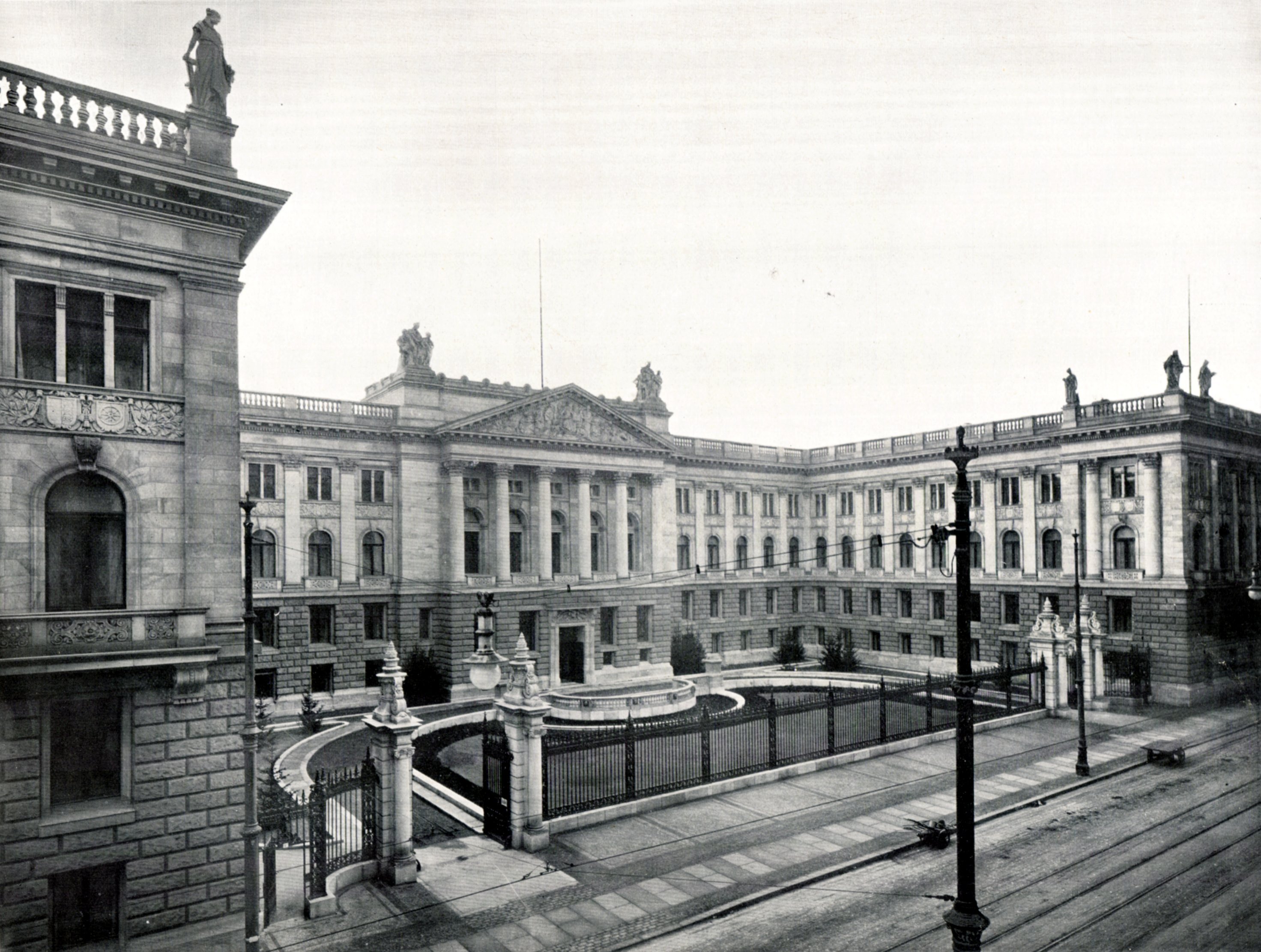
budova Horní komory, přibližně rok 1900

Pruský zemský sněm (německy Preußischer Landtag) bylo zákonodárné shromáždění Pruského království zavedené v roce 1849. Skládalo se ze dvou komor: horní komory (panské sněmovny, německy: Herrenhaus ) a Dolní komory (poslanecké sněmovny, německy: Abgeordnetenhaus). Po první světové válce a Listopadové revoluci v letech 1918–1919 pokračovala zemský sněm v letech 1921–1933 jako parlament Svobodného státu Prusko.

## Dějiny
Následkem revoluce v roce 1848 v Německu byl nucen pruský král Fridrich Vilém IV. dát souhlas s požadavky na všeobecné volby ve všech provincií Pruského království.Pruské národní shromáždění však bylo odvoláno královským výnosem z 5. prosince 1848 a následně král předložil Pruskou ústavu. Ústava zaváděla dvoukomorový parlament. Do poslanecké sněmovny byli poslanci zvoleni dle třístupňového systému, voliči byli rozdělení do tří tříd podle toho kolik platili daně. V době vlády a regentství korunního prince Viléma I. a jeho předsedy vlády prince Karla Antonína Hohenzollernského z roku 1858 („Nová éra“) se poslanecká sněmovna vedená nově založenou Německou pokrokovou stranou postupně vyvinula v seriózního politický subjekt. V roce 1861 požádal Vilém I. , aby sněmovna schválila navýšení výdajů na armádu, sněmovna to odmítla. Ministr války Albert von Roon naléhal na krále, aby jmenoval předsedou vlády Otto von Bismarcka, který obešel sněmovnu a vládl bez schváleného rozpočtu. po bitvě u Hradce Králové dosáhl Bismarck dodatečného schválení rozpočtů. Ve sněmovně se Bismarck opíral o podporu Národní liberální strany.

### Svobodný stát Prusko
Během roku 1918 až 1919 došlo díky nové pruské vládě k zrušení dvoukomorového parlamentu. Bylo zavedeno stejné volební právo pro muže a ženy. V roce 1920 byl proveden neúspěšný Kappův puč, který se pokusil o pravicový statní převrat. Následně byl v roce 1920 potvrzen první kabinet ministra-prezidenta Otto Brauna. Téhož roku 30. listopadu přijalo Prusko novou ústavu. Pruský zemský parlament byl obnoven jako parlament svobodného státu Prusko v roce 1921. Provincie byly zastoupeny v Pruské státní radě, která nahradila bývalou panskou sněmovnu jako určitý druh horní komory. Až do roku 1933 byl jeho prezidentem kolínský starosta Konrad Adenauer. Legislativní období trvalo maximálně čtyři roky. Parlament mohl být rozpuštěn společným usnesením předsedy vlády a předsedů zemského sněmu a Státní rady nebo hlasováním.

## Stavební komplex

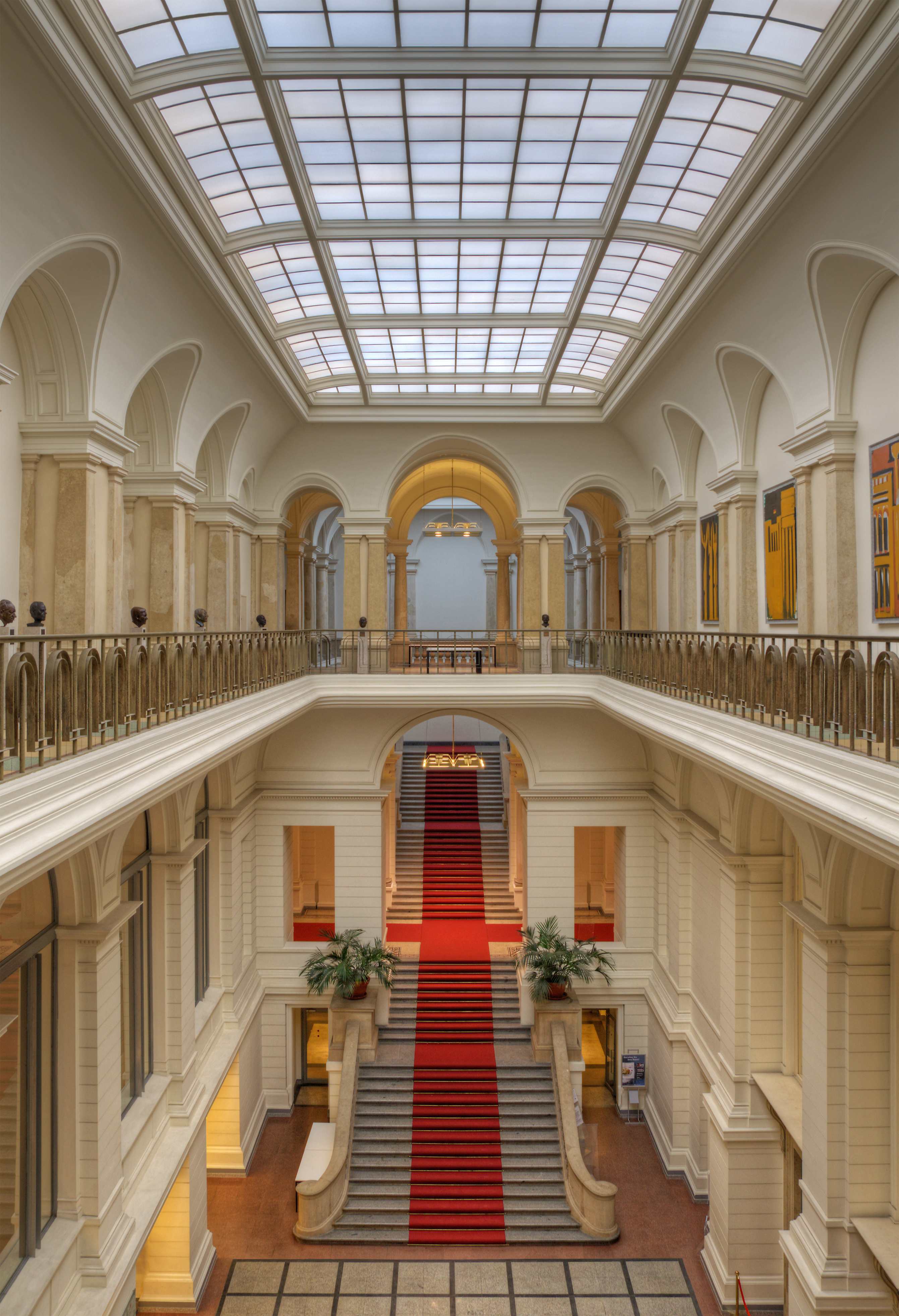
Dolní komora, schodiště

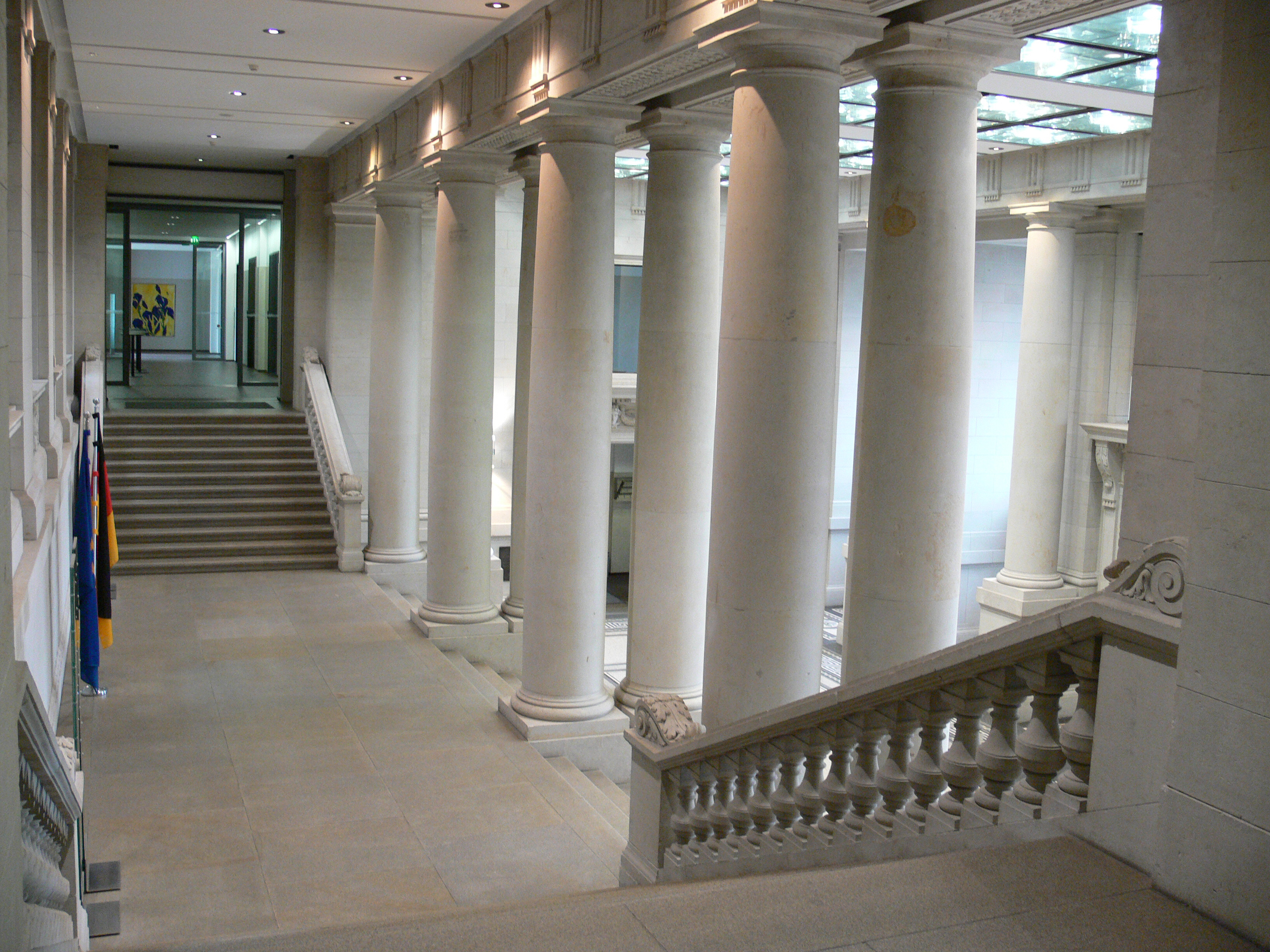
Horní komora, vstupní hala

V roce 1899 se poslanecká sněmovna přestěhovala do budovy na Prinz-Albrecht-Straße č. 5 (dnešní Niederkirchnerstraße). Během německé revoluce v letech 1918–1919 se zde konala shromáždění Reichsrätekongress (Národní rada pracujících a vojáků ). Od roku 1993 je budova sídlem berlínského poslanecké sněmovny : hovorově se stále jmenuje Preußischer Landtag, stejně jako nedaleká budova, ve které se nachází Bundestag, se stále obecně označuje jako říšský sněm.
Sídlo panské sněmovny bylo Leipziger Straße bylo slavnostně otevřeno v roce 1904. Obě budovy byly postaveny zády k sobě podle plánů Friedricha Schulzeho, vzájemně se komunikovaly prostřednictvím společného křídla restaurace. Po nacistické převzetí moci sloužila budova ministerstvu letectví a nadace Preußenhaus Hermanna Göringa. Po druhé světové válce sídlilo několik oddělení (východní) německé akademie věd a od 29. září 2000 je sídlem německého Bundesratu.